# Glycyphana binotata
Glycyphana binotata är en skalbaggsart som beskrevs av Hippolyte Louis Gory och Achille Rémy Percheron 1833. Glycyphana binotata ingår i släktet Glycyphana och familjen Cetoniidae. Utöver nominatformen finns också underarten G. b. viossati.